# SAP SE
SAP SE (en la Bolsa de Fráncfort y NYSE, SAP) es una empresa multinacional alemana dedicada al diseño de productos informáticos de gestión empresarial, tanto para empresas como para organizaciones y organismos públicos. En términos de ventas, SAP es la mayor compañía de software de Europa y la tercera más grande del mundo.
Competidor directo del otro gigante del sector, Oracle, se calcula que «entre el 70 % y el 80 % del mercado de grandes empresas» utilizan sus productos. Fundada en 1972, y con sede en Walldorf, Baden-Württemberg, sus productos incluyen SAP ERP, SAP Business Warehouse (SAP BW), SAP BusinessObjects software, y SAP HANA. Su capitalización bursátil en 2010 fue de 59 mil millones de dólares. La empresa es el proveedor de software de planificación de recursos empresariales (en inglés, Enterprise resource planning, abreviadamente ERP) más grande del mundo.

## Historia
SAP fue fundada el 1 de abril de 1972 como Systemanalyse und Programmentwicklung ("Análisis de Sistemas y Desarrollo de Programas") por cinco exingenieros de IBM en Mannheim, Baden-Württemberg (Dietmar Hopp, Klaus Tschira, Hans-Werner Hector, Hasso Plattner, y Claus Wellenreuther). El acrónimo fue cambiado más adelante para ser Systeme, Anwendungen und Produkte in der Datenverarbeitung ("Sistemas, Aplicaciones y Productos en Procesamiento de Datos").
Como parte de su estrategia de lanzamiento en la industria de los ordenadores, Xerox pidió a IBM que ésta migrara sus sistemas de negocio informáticos a la propia tecnología de IBM. Como parte de la indemnización a IBM por esta migración, IBM adquirió el software SDS / SAPE, presuntamente por un contrato de crédito de 80 000 dólares. El software SAPE fue dado por IBM a los exempleados fundadores a cambio de Acciones constituyentes proporcionadas a IBM, según informes, el 8 %. Imperial Chemical Industries (ICI) fue el primer cliente de SAP en 1972.
En 1973, la solución SAP R / 1 se puso en marcha. Seis años después, en 1979, SAP lanzó SAP R / 2. En 1981, SAP lanzó un producto rediseñado al mercado. Sin embargo, SAP R / 2 no mejoró hasta el período entre 1985 y 1990. SAP ha desarrollado y lanzado varias versiones de R / 3 desde 1992 hasta 1995. A mediados de la década de 1990, SAP siguió la tendencia de la computación mainframe para arquitecturas cliente/servidor. El desarrollo de la estrategia de Internet de SAP con mySAP.com rediseñó el concepto de procesos de negocio (integración a través de Internet). SAP fue premiada en la semana de la industria como la compañía con mejor gestión en 1999.
En 1976, "SAP GmbH" fue fundada, y al año siguiente trasladó su sede a Walldorf. SAP AG se convirtió en el nombre oficial de la compañía después de la junta general de accionistas de 2005. AG es la abreviatura en alemán de Aktiengesellschaft (sociedad anónima).
En agosto de 1988, SAP GmbH se transfirió a SAP AG (una corporación de derecho alemán), y el comercio público comenzó el 4 de noviembre. Las acciones cotizan en Fráncfort del Meno y en la bolsa de Stuttgart.
En 1995, SAP fue incluido en el índice bursátil alemán DAX. El 22 de septiembre de 2003, SAP se incluyó en el Dow Jones STOXX 50.
En noviembre de 2010, SAP perdió un juicio de $ 1.3 mil millones por la propiedad intelectual (en relación con las acciones de la TomorrowNow filial de SAP) a Oracle Corporation -. Citado como el juicio de software más grande de la piratería en la historia. SAP presentó mociones posteriores al juicio para bajar el daño concedido a Oracle y afirmó que también podrían presentar una apelación. El 9 de septiembre de 2011, la sentencia fue anulada por el juez Phyllis J. Hamilton, quien calificó la pena "extremadamente excesiva".
En 2008, SAP adquirió Business Objects, una compañía de inteligencia de negocios y añadió sus productos a su cartera. En 2010, SAP adquiere Sybase en un movimiento importante de adquisición. Sybase es la mayor empresa de software y proveedor de servicios especializada en la gestión de la información y el uso de datos móviles.
En diciembre de 2011, SAP AG acordó la compra de SuccessFactors Inc. por 3.4 billones en efectivo o un 52 % más que el precio de cierre de las acciones el 2 de diciembre de 2011. Con la adquisición, SAP AG será más competitivo con Oracle Corporation. en el mercado de computación en la nube.
En mayo de 2012, SAP AG ha anunciado la adquisición en Sunnyvale, California, de la cadena de suministro de red del operador Ariba Inc. por unos 4300 millones de dólares. SAP dijo que ofrecerá 45 dólares por acción. La adquisición se supone que se completará en el tercer trimestre de 2012, sujeto a la aprobación de los accionistas y los reguladores de Ariba.

## Alianzas con instituciones educativas
A través de su Programa de Alianza Universitaria, lanzado en 1988, SAP dona licencias a más de 1200 instituciones miembros UAP y equipa totalmente a sus profesores para proporcionar a los estudiantes en profundidad, la experiencia práctica con el software de SAP y soluciones. Actualmente, más de 250 000 estudiantes de todo el mundo tienen acceso a un sistema SAP a través de las Alianzas Universitarias de SAP.

## Negocios y mercados
SAP es la mayor compañía mundial del negocio del Software en las áreas de CRM, ERP y SCM, y el tercero más grande como proveedor de software independiente(A partir de 2007). Opera en: Europa, Oriente medio, África, Estados Unidos, Canadá, América Latina, el Caribe, Asia y Japón. Además, SAP opera una red de 115 filiales, y en I + D (Investigación y Desarrollo) con instalaciones en todo el mundo: Alemania, India, Estados Unidos, Canadá, Francia, Brasil, Turquía, China, Hungría, Israel, Irlanda y Bulgaria.
SAP se centra en seis sectores de la industria:. Industrias de proceso, industrias discretas, las industrias de consumo, empresas de servicios, servicios financieros, y los servicios públicos ofrece más de 25 carteras de soluciones de la industria para las grandes empresas y más de 550 soluciones verticales para pequeñas y medianas empresas.

## Arquitectura empresarial orientada a servicios
La Arquitectura orientada a servicios mueve el panorama ERP (Planificación de recursos empresariales) hacia el software basado en la web y servicios basados en la actividad empresarial. Este movimiento aumenta la adaptabilidad, la flexibilidad, la apertura y la eficiencia. El movimiento hacia E-SOA ayuda a las empresas a reutilizar los componentes de software y no depender tanto dentro de la empresa de las tecnologías de hardware ERP, lo que hace que la adopción de ERP sea más atractivo para las pequeñas y medianas empresas.
Según una hoja informativa de prensa de SAP, "SAP es la única empresa fabricante de software de aplicaciones que a la vez construye orientación a servicios directamente en sus soluciones y proporciona una plataforma de tecnología SAP NetWeaver y orientación para apoyar a las empresas en el desarrollo de su propia arquitectura orientada a servicios que abarcan tanto las soluciones SAP y no SAP. "

## Productos
Sus productos cubren aspectos claves de gestión como CRM, ERP, PLM, SCM y SRM.
Los productos de SAP se centran en la planificación de recursos empresariales (ERP). El producto principal de la compañía es SAP ERP. La versión actual es SAP ERP 6.0 y es parte de SAP Business Suite. Su nombre anterior era R/3. La "R" de SAP R/3 se puso por tiempo real. El número 3 está relacionado con la arquitectura de programación por capas: base de datos, servidor de aplicaciones y cliente liviano (SAP GUI). R/2, que se desarrolló en una arquitectura mainframe, fue el predecesor de R / 3. Antes de R/2 vino RF System, más tarde conocido como R/1.
SAP ERP es una de las aplicaciones empresariales en Business Suite de SAP. Las otras cuatro aplicaciones son:
- Customer relationship management (CRM) - ayuda a las empresas a adquirir y retener a los clientes, aumentando el marketing y la comprensión del cliente.
- Administración del ciclo de vida de productos (PLM) - ayuda a los fabricantes con información sobre el producto
- Administración de la cadena de suministro (SCM) - ayuda a las empresas con el proceso de asignación de recursos de su fabricación y procesos de servicio
- Supplier Relationship Management (SRM) - permite a las empresas adquirir de los proveedores

Otras ofertas de productos incluyen: la plataforma NetWeaver, Gobierno, Riesgo y Cumplimiento (GRC), Duet (oferta conjunta con Microsoft), las soluciones de gestión del rendimiento y RFID. SAP ofrece capacidades de arquitectura orientada a servicios (llamándolo Enterprise SOA) en forma de servicios web que se envuelven alrededor de sus aplicaciones.
Mientras que sus productos originales fueron utilizados normalmente por las compañías Fortune 500, SAP ahora dirige activamente las pequeñas y medianas empresas (PYME), con su SAP Business One y SAP Business All-in-One.
El 19 de septiembre de 2007 SAP anunció un nuevo producto denominado SAP Business ByDesign. SAP Business ByDesign es un software de servicio (SaaS), y proporciona un recurso totalmente integrado de planificación empresarial (ERP). SAP Business ByDesign era conocido anteriormente con el nombre en clave "A1S". En octubre de 2007, SAP AG anunció la adquisición amistosa de Business Objects. Esta adquisición amplió el Suite de SAP, producto de Business Intelligence (BI) y aumentó la base de clientes instalada a 89 000.
En febrero de 2009 SAP AG, que invirtió en Coghead, compró la propiedad intelectual de su puesta en marcha. SAP sólo va a utilizar la tecnología de la empresa como un recurso interno y no tiene planes de ofrecer productos Coghead a sus clientes.
En mayo de 2010 SAP AG anunció que estaba comprando la base de datos del fabricante de software Sybase de EE. UU. por 5800 millones de dólares en efectivo. El acuerdo se cerró a finales de julio de 2010. Sybase continuará funcionando como una unidad separada, independiente, pero tendrá un efecto multiplicador a través de las otras áreas de SAP.
En julio de 2010 TechniData es una filial al 100 % de SAP AG.
En octubre de 2010, SAP AG anunció el lanzamiento de SAP HANA 1.0 (High-performance Analytics Appliance), un aparato en memoria para Business Intelligence que permite análisis en tiempo real.
SAP Enterprise Learning (medio ambiente) es una mejora de la versión anterior del sistema de gestión del aprendizaje, SAP Learning Solution 600. Aparte de las características de SAP Learning Solution 600, SAP Enterprise Learning (medio ambiente) contiene una función de aprendizaje en aula virtual impulsado por Adobe Connect. Los funcionarios de SAP dicen que hay más de 100 600 instalaciones de SAP que atienden a más de 41 200 empresas en más de 25 industrias en más de 120 países.
SAP Press ha publicado un libro sobre SAP Enterprise Learning.
SAP Human Resources Management System es uno de los más grandes módulos del sistema SAP R/3, que se compone de muchos sub-módulos que ayudan con las tareas de gestión de recursos humanos.

## Comunidades
SAP Community Network (SCN) es una comunidad de clientes de SAP, socios, empleados, y personas influyentes - por lo general en funciones tales como: Desarrolladores, consultores, integradores y analistas de negocio - quienes adquieren y comparten conocimientos sobre ABAP, Java, NET, SOA, y otras tecnologías, además de analítica y cuadros de mando, prácticas comerciales óptimas del proceso, nube, datos móviles, y otros temas a través de los blogs de expertos, foros de discusión, descargas exclusivas y ejemplos de código, materiales de capacitación, y una biblioteca técnica. SAP Community Network (SCN) tiene más de 135 000 miembros, lo que representa una amplia gama de funciones y líneas de negocio, de los países y territorios de todo el mundo, en 24 industrias. SCN (https://web.archive.org/web/20130511054827/http://scn.sap.com/welcome) es visto como una buena práctica en las redes sociales para los negocios.

## Organización
Las unidades funcionales de SAP se dividen en diferentes unidades organizativas para las necesidades de I + D, actividades de campo y atención al cliente. Los laboratorios de SAP se encargan principalmente del desarrollo de productos, mientras que las organizaciones de campo distribuidas en cada país son responsables de las actividades de campo tales como ventas, marketing, consulta, etc. La sede ubicada en SAP AG es responsable de la gestión general, así como las actividades básicas de ingeniería relacionadas con el desarrollo de productos. El soporte de SAP al cliente, también llamado Active Global Support (AGS) es una organización mundial para prestar apoyo a los clientes de SAP en todo el mundo.

## Panorama competitivo
Los competidores de SAP están principalmente en la Planificación de Recursos Empresariales de la industria. En este campo, Oracle Corporation es un importante competidor de SAP. SAP también compite en la Gestión de las Relaciones con el Cliente, Marketing y Ventas de Software, Software de Manufactura, Almacenamiento Industrial y Gestión de la Cadena de Suministro y Logística en los sectores del software.
Oracle Corporation presentó una demanda en contra de SAP por mala praxis y competencia desleal en los tribunales de California el 22 de marzo de 2007. En Oracle Corporation contra SAP AG Oracle alega que la filial de Texas, SAP TN (TomorrowNow antes de la compra por parte de SAP), que proporcionó apoyo para las líneas existentes de productos de Oracle, utilizaba las cuentas de los antiguos clientes de Oracle para descargar los parches de manera sistemática y documentos de apoyo de sitio web de Oracle y se apropió de ellos para el uso de SAP. Más tarde SAP admitió la fechoría en menor escala a Oracle reclamado en la demanda. SAP ha admitido las descargas inapropiadas, sin embargo la empresa niega el robo de la propiedad intelectual.
SAP pretende crecer orgánicamente en contraste con su rival principal, Oracle, que ha gastado cerca de 40 mil millones de dólares durante 2004-2010 adquiriendo muchos competidores. SAP fue capaz de aumentar sus beneficios anuales un 370 % desde 2002.
Apartándose de su crecimiento orgánico usual, SAP anunció en octubre de 2007 que adquiriría Business Objects, líder de mercado en software de inteligencia empresarial, por 6800 millones de dólares.
SAP provocó controversia y frustración entre sus usuarios en 2008, elevando el costo de sus contratos de mantenimiento. El tema fue objeto de un intenso debate entre los grupos de usuarios.
En enero de 2010 SAP hizo un cambio de sentido (revirtió su dirección) en apoyo a las empresas y volvió a presentar su paquete de soporte estándar para los clientes, dijo que la acción fue "una demostración de su compromiso con la satisfacción del cliente". La decisión de restablecer un estándar de apoyo - el 18 % de los derechos de licencia anuales ", permitirá a todos los clientes elegir la opción que mejor se ajuste a sus necesidades", dijo la compañía. SAP también ha anunciado que se trata de congelar los precios de los contratos existentes de SAP Enterprise Support en el nivel de 2009.